# لين غوردون
لين غوردون (بالإنجليزية: Lin Gordon)‏ هو سياسي أسترالي، ولد في 19 يناير 1917 في سيسنوك في أستراليا، وتوفي في 16 يونيو 2011 في واجا واجا في أستراليا. نشط حزبياً في حزب العمال الأسترالي. وقد انتخب عضو الجمعية التشريعية لنيو ساوث ويلز.